# Pachyiulus clavatus
Pachyiulus clavatus är en mångfotingart som beskrevs av Karl Wilhelm Verhoeff 1923. Pachyiulus clavatus ingår i släktet Pachyiulus och familjen kejsardubbelfotingar. Inga underarter finns listade i Catalogue of Life.